# Lugné-Poe
Aurélien-Marie Lugné,, dit Lugné-Poe (également appelé Aurélien Lugné-Poe, Lugné-Poë ou Lugné-Poé,,), est un acteur, metteur en scène et directeur de théâtre français, né à Paris le 27 décembre 1869, et mort à Villeneuve-lès-Avignon le 19 juin 1940.
Fondateur du théâtre de l'Œuvre, il est, avec André Antoine, l'artisan d'un renouveau du théâtre parisien à la fin du XIXe siècle.

## Biographie

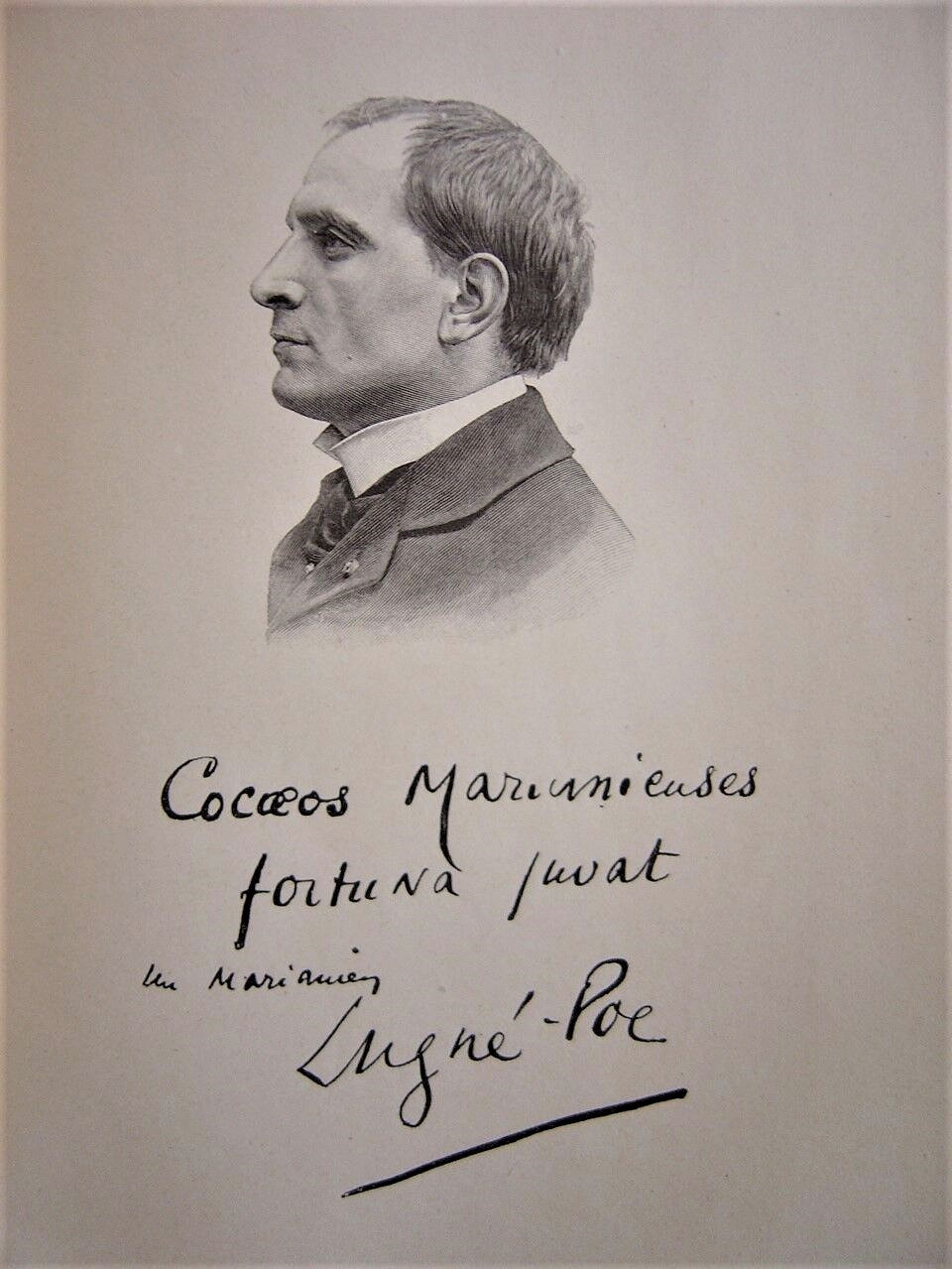
Portrait gravé de Lugné-Poë, Figures contemporaines tirées de l'Album Mariani, vers 1903.

Aurélien-Marie Lugné naît le 27 décembre 1869 dans le 9e arrondissement de Paris de Georges Henri Lugné, comptable, et Claudine Aline Marie Küszner (Küssner), sans profession,. Ses parents, qui n'étaient alors par mariés, ont contracté mariage sept ans plus tard et légitimé leur enfant à cette occasion.
Le jeune Aurélien fait ses études au lycée Condorcet où il obtient un second prix d'histoire en 1886 et où il fonde un groupe de comédiens amateurs, Le Cercle des Escholiers avec Georges Bourdon, journaliste au Figaro, qui ambitionnait de jouer des auteurs contemporains. L'année suivante, il intègre le Conservatoire de Paris et rejoint la troupe du Théâtre-Libre d'Antoine puis, en 1890, le Théâtre d'art fondé par Paul Fort en 1887.
Lorsqu'il commence sa carrière d'acteur, il choisit de se faire appeler Lugné-Poe. Selon son biographe Jacques Robichez, ce nom d'emprunt, inspiré par le patronyme « Lugné-Poe » qui existe réellement dans le centre de la France et particulièrement le Forez, lui permettait de laisser accroire une prétendue parenté avec l'écrivain américain Edgar Allan Poe,.
Au mois de mars 1893, il crée avec Camille Mauclair et Édouard Vuillard la Maison de l'Œuvre et le théâtre de l'Œuvre, un collectif de spectateurs et d'artistes qui prône le symbolisme au théâtre en opposition au naturalisme d'Antoine.
La création du drame de Maurice Maeterlinck, Pelléas et Mélisande, en décembre 1893 au théâtre des Bouffes-Parisiens, inaugure les représentations du théâtre de l'Œuvre qui se produit aussi bien dans la salle Berlioz, rue de Clichy, que dans d'autres théâtres parisiens : Bouffes-Parisiens, théâtre des Menus-Plaisirs, Comédie-Parisienne, Nouveau-Théâtre, etc.
En 1894, il sollicite le peintre Louis Hayet (1864-1940) pour la réalisation de décors pour ses spectacles, et réitéra sans succès sa demande pendant trente ans. À la fin de la même année, il commande à Louis Valtat la réalisation les décors du Chariot de terre cuite de Shûdraka, en collaboration avec Henri de Toulouse-Lautrec et Albert André. La pièce jouée en 1895 au théâtre de l'Œuvre remportera un triomphe.
Il dirigera ce théâtre jusqu'en 1899, mettant en scène Gerhart Hauptmann, August Strindberg et Henrik Ibsen. Son Ubu roi d'Alfred Jarry, présenté le 10 décembre 1896 avec Firmin Gémier dans le rôle-titre, fait référence. Après la fermeture de l'Œuvre, il monte, avec sa compagne, la comédienne Suzanne Desprès, des pièces de Shakespeare, Maurice Maeterlinck, André Gide, Maxime Gorki, Oscar Wilde et Émile Verhaeren, à Paris et à l'étranger.

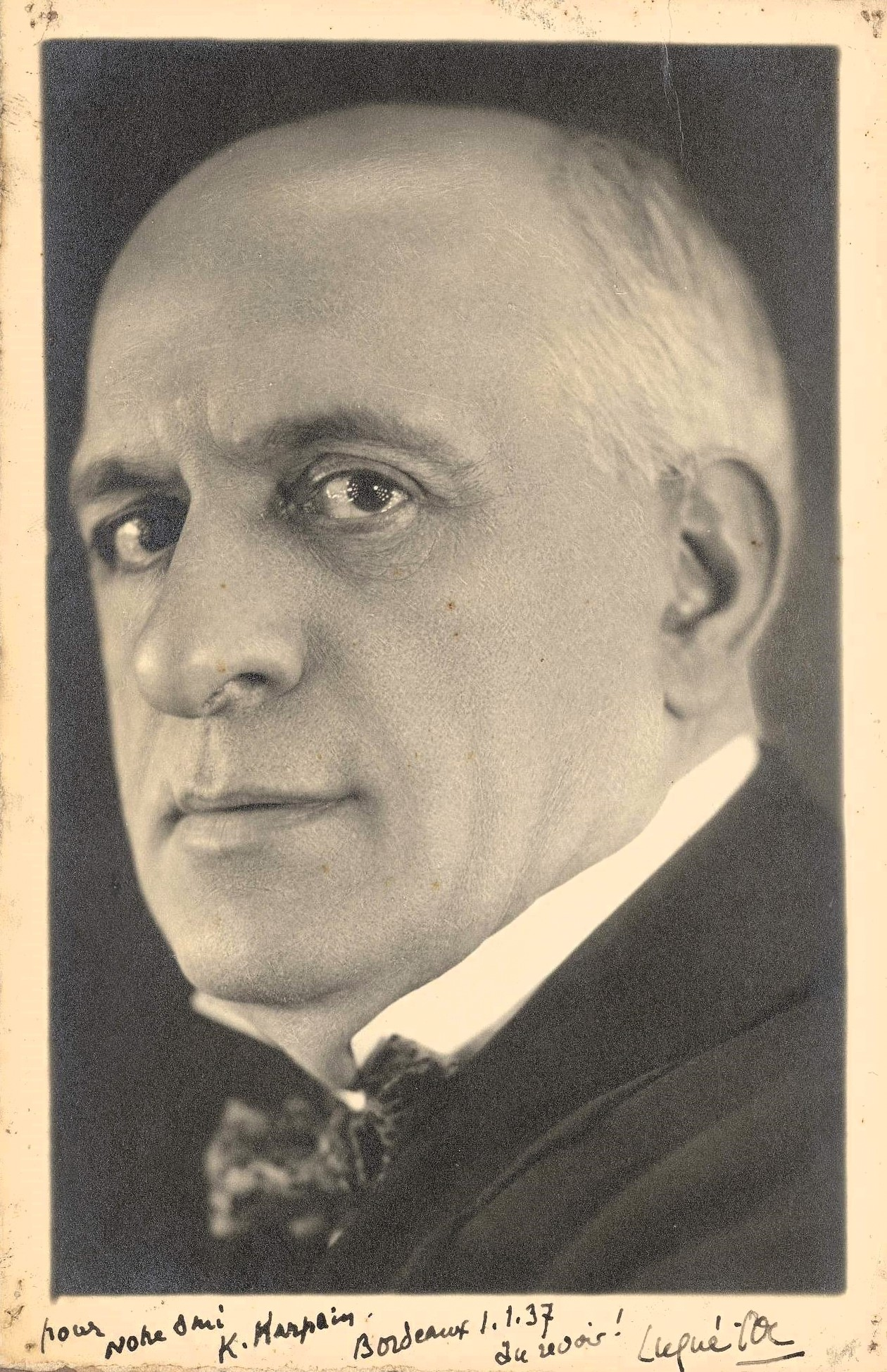
Portrait de Lugné-Poe dédicacé en 1937 au directeur de théâtre Kléber Harpain.

En 1909, il fonde la Revue de l'Œuvre et collabore au journal L'Éclair. Le théâtre de l'Œuvre rouvre 22 décembre 1912 avec une création qui fait date, celle de L'Annonce faite à Marie de Paul Claudel. Lugné-Poe assure la direction jusqu'au déclenchement de la Première Guerre mondiale, puis reprend son activité en 1919, grâce au soutien financier de la comédienne Marcelle Frappa. Lucien Beer et Paulette Pax lui succèdent en 1929.
Sa tombe se trouve au cimetière ancien de Saint-Germain-en-Laye.

## Théâtre
Élève d'André Antoine, Lugné-Poe cherche sa propre définition du théâtre. Il explore alors les différents styles théâtraux tels que le récitatif ou même le narratif. Ce style est composé d'un message qui est transmis au spectateur dans un ton monotone, avec un travail du rythme ainsi qu'une diction impersonnelle. Vient ensuite le drame symbolique, drame statique : Lugné-Poe va animer des entités pour interpréter ses personnages tels que la mort, la destinée ou la fatalité. Il devient un grand maître du symbolisme et conservera longtemps son titre.[réf. nécessaire]

## Filmographie

### Cinéma
- 1930 : Lévy et Cie d'André Hugon
- 1931 : Partir de Maurice Tourneur
- 1932 : Papa sans le savoir de Robert Wyler
- 1934 : La Dame aux camélias d'Abel Gance et Fernand Rivers : M. Duval
- 1937 : Chipée de Roger Goupillières

## Publications

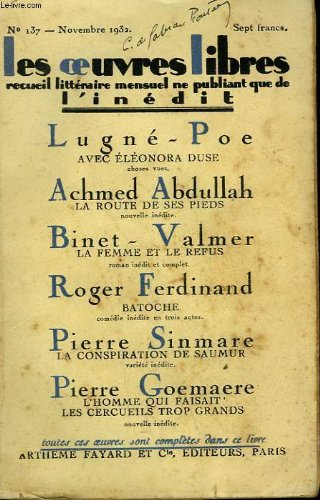
Publication de souvenirs de Lugné-Poe en 1932.

Lugné-Poe a écrit dans la presse de nombreuses critiques théâtrales (en particulier dans l'Éclair), et publié un certain nombre de livres essentiellement consacrés au théâtre. Il a signé tous ces écrits de son nom d'artiste Lugné-Poe. Parmi les ouvrages qui ont été publiés, on peut citer :
- Le Sot du tremplin, Paris, NRF-Gallimard, 1930 ;
- Acrobaties, Paris, NRF-Gallimard, 1930 ;
- Sous les étoiles : Souvenirs de théâtre (1902-1912), Paris, NRF-Gallimard, 1933[note 1] ;
- Ibsen, Paris, Rieder, 1937 ;
- Dernière Pirouette, Paris, Éditions du Sagittaire, 1946 ;
- Correspondance (1894-1901) avec Romain Rolland, Paris, L'Arche, 1957 ;
- Claudel, homme de théâtre : Correspondance avec Lugné-Poe (1910-1928), Paris, Gallimard, 1964.

Il a également publié des nouvelles entre 1929 et 1932 dans la revue Les Œuvres libres aux éditions Arthème Fayard.